# 곱
수학에서 곱(영어: product)은 곱셈 연산의 결과가 되는 값, 또는 곱하는 요소들을 표현한 식이다. 예를 들어 6은 2와 3의 곱(곱셈의 결과값)이며, {\displaystyle x\cdot (2+x)} 은 {\displaystyle x} 와 {\displaystyle (2+x)}의 곱이다.
실수 또는 복소수는 곱해지는 순서가 결과에 영향을 주지 않는데, 이를 곱셈의 교환법칙이라 한다. 반면 행렬이나 결합 대수의 여러 대수 구조들은 일반적으로 곱해지는 순서에 따라 그 결과가 달라진다. 즉 행렬 곱셈은 비가환이다.
수학에는 다양한 종류의 곱이 존재한다. 일반적인 수의 곱셈 외에도 다항식이나 행렬, 대수 구조 등에 대해 곱을 정의할 수 있다.

## 두 수의 곱

### 두 자연수의 곱

3 곱하기 4는 12이다.

두 자연수 {\displaystyle m}과 {\displaystyle n}의 곱은 {\displaystyle m}을 {\displaystyle n}번 더한 값이며, {\displaystyle m\times n} 또는 {\displaystyle m\cdot n}으로 쓴다. {\displaystyle n}을 {\displaystyle m}번 더한 값과도 같다. 즉 아래와 같다.
{\displaystyle m\cdot n=\underbrace {m+m+\cdots +m} _{n{\text{번}}}=\underbrace {n+n+\cdots +n} _{m{\text{번}}}}
예를 들어 3과 4의 곱은 {\displaystyle 3\cdot 4=3+3+3+3=4+4+4=12}이다.

### 두 정수의 곱
정수는 양수와 음수, 그리고 0을 말한다. 두 정수의 곱은 각 정수의 절댓값을 곱한 값에 다음 규칙에 맞는 부호를 달아 구할 수 있다.
{\displaystyle {\begin{array}{|c|c  c|}\hline \cdot &-&+\\\hline -&+&-\\+&-&+\\\hline \end{array}}}
즉 양수와 음수를 곱하면 음수가 되고, 양수와 양수 또는 음수와 음수를 곱하면 그 결과값은 양수가 된다.
예를 들어 3과 -4의 곱은 {\displaystyle 3\cdot (-4)=-(3\cdot 4)=-12}이고, -1과 -1의 곱은
{\displaystyle (-1)\cdot (-1)=1\cdot 1=1}이다.
정수의 곱에서 부호는 두 정수 간 덧셈과 곱셈의 분배법칙으로부터 유도되는 결과이다. -1 참고.

### 두 유리수의 곱
두 유리수의 곱은 각 유리수를 분수로 나타낸 뒤 분자와 분모끼리 곱하여 구할 수 있다.
{\displaystyle {\frac {z}{n}}\cdot {\frac {z'}{n'}}={\frac {z\cdot z'}{n\cdot n'}}}

### 두 실수의 곱
두 실수의 곱의 엄밀한 정의는 실수의 구성에 따른 결과로 나타난다. 실수를 구성했을 때, 임의의 실수 a에 대해 유리수를 원소로 가지고 a가 상한인 집합 A가 존재한다.
{\displaystyle a=\sup _{x\in A}x}
b가 집합 B의 상한이 되는 실수일 때, 두 실수의 곱 {\displaystyle a\cdot b}는
{\displaystyle a\cdot b=\sup _{x\in A,y\in B}x\cdot y}
로 정의된다. 이 경우 두 실수의 곱은 어떤 집합 A와 B를 선택하느냐에 관계없이 같다. 즉 집합의 상한이 변하는 것이 아니라면, 어떤 집합을 선택하든지 두 실수의 곱 {\displaystyle a\cdot b}는 동일하다.

### 두 복소수의 곱
두 복소수의 곱은 {\displaystyle i^{2}=-1}이라는 정의와 분배법칙을 이용해 다음과 같이 구할 수 있다.
{\displaystyle {\begin{aligned}(a+b\,i)\cdot (c+d\,i)&=a\cdot c+a\cdot d\,i+b\,i\cdot c+b\cdot d\cdot i^{2}\\&=(a\cdot c-b\cdot d)+(a\cdot d+b\cdot c)\,i\end{aligned}}}

#### 복소수 곱셈의 기하학적 의미

극좌표에 나타낸 반지름(녹색 선)이 r이고 각이 인 복소수.

복소수는 극좌표에 점으로 나타낼 수 있다. 복소수 {\displaystyle a+b\,i}가 극좌표에서 반지름이 r이고 각이 {\displaystyle \varphi }이면
{\displaystyle a+b\,i=r\cdot (\cos(\varphi )+i\sin(\varphi ))=r\cdot e^{i\varphi }}
이다. 한편
{\displaystyle c+d\,i=s\cdot (\cos(\psi )+i\sin(\psi ))=s\cdot e^{i\psi }}
라 하면 두 복소수 {\displaystyle a+b\,i}와 {\displaystyle c+d\,i}의 곱은 아래와 같다.
{\displaystyle (a+b\,i)\cdot (c+d\,i)=(a\cdot c-b\cdot d)+(a\cdot d+b\cdot c)i=r\cdot s\cdot e^{i(\varphi +\psi )}}
즉, 극좌표에서 두 복소수의 곱은 두 복소수의 반지름의 곱을 반지름으로 하고 두 복소수의 각의 합을 각으로 가지는 복소수가 된다.

### 두 사원수의 곱
사원수 참조. 사원수의 곱셈에서는 일반적으로 {\displaystyle a\cdot b}와 {\displaystyle b\cdot a}가 같지 않다.

## 수열의 곱
수열의 곱에서는 곱셈 연산자로 대문자 그리스어 알파벳 파이 Π를 사용한다.(합 기호로 대문자 시그마 Σ를 쓰는 것과 유사하다.) 예를 들어, {\displaystyle \textstyle \prod _{i=1}^{6}i^{2}}는 {\displaystyle 1\cdot 4\cdot 9\cdot 16\cdot 25\cdot 36}를 의미한다.
하나의 수로만 이루어진 수열의 곱은 그 수 자신과 같다. 수열에서 곱할 수가 없는 경우 그 수열의 곱은 1과 같다.

## 가환환
가환환에도 곱 연산이 존재한다.

### 정수의 합동류
환의 {\displaystyle \mathbb {Z} /N\mathbb {Z} }의 합동류의 덧셈은 아래와 같고,
{\displaystyle (a+N\mathbb {Z} )+(b+N\mathbb {Z} )=a+b+N\mathbb {Z} }
곱은 아래처럼 정의된다.
{\displaystyle (a+N\mathbb {Z} )\cdot (b+N\mathbb {Z} )=a\cdot b+N\mathbb {Z} }

### 합성곱

방형파의 자기 자신에 대한 합성곱은 삼각형함수가 된다.

두 실함수를 곱하는 또다른 방법으로 합성곱이 있다.
두 함수 f, g가
{\displaystyle \int \limits _{-\infty }^{\infty }|f(t)|\,\mathrm {d} t<\infty ,\qquad \int \limits _{-\infty }^{\infty }|g(t)|\,\mathrm {d} t<\infty }
을 만족할 때 합성곱은 아래와 같이 정의된다.
{\displaystyle (f*g)(t)\;:=\int \limits _{-\infty }^{\infty }f(\tau )\cdot g(t-\tau )\,\mathrm {d} \tau }

### 다항식환
다항식환에서 두 다항식의 곱은 다음과 같이 구할 수 있다.
{\displaystyle \left(\sum _{i=0}^{n}a_{i}X^{i}\right)\cdot \left(\sum _{j=0}^{m}b_{j}X^{j}\right)=\sum _{k=0}^{n+m}c_{k}X^{k}}
여기서 {\displaystyle c_{k}=\sum _{i+j=k}a_{i}\cdot b_{j}}이다.

## 선형대수학에서의 곱
선형대수학에서는 여러 종류의 곱을 다룬다.

### 스칼라 곱셈
벡터 공간의 정의에 의해 스칼라와 벡터를 곱해 벡터를 얻는 사상 {\displaystyle \mathbb {R} \times V\rightarrow V}인 스칼라 곱셈을 할 수 있다.

### 스칼라곱
{\displaystyle v\cdot v>0}인 모든 {\displaystyle 0\not =v\in V}에 대해 스칼라곱은 아래와 같이 정의되는 이중선형사상이다.
{\displaystyle \cdot :V\times V\rightarrow \mathbb {R} }
{\displaystyle n}차원 유클리드 공간에서 스칼라곱(점곱이라고도 한다.)은 다음과 같다.
{\displaystyle \left(\sum _{i=1}^{n}\alpha _{i}e_{i}\right)\cdot \left(\sum _{i=1}^{n}\beta _{i}e_{i}\right)=\sum _{i=1}^{n}\alpha _{i}\,\beta _{i}}
스칼라곱으로부터 노름을 {\displaystyle \|v\|:={\sqrt {v\cdot v}}}로 정의할 수 있다.
두 벡터 사이의 각 또한 스칼라곱으로 정의한다.
{\displaystyle \cos \angle (v,w)={\frac {v\cdot w}{\|v\|\cdot \|w\|}}}

### 3차원 공간의 벡터곱
3차원 공간에서 두 벡터의 벡터곱은 두 벡터로부터 만들어지는 평행사변형의 넓이를 길이로 가지는 벡터가 된다.
벡터곱은 아래와 같은 행렬식으로도 구할 수 있다.
{\displaystyle \mathbf {u\times v} ={\begin{vmatrix}\mathbf {i} &\mathbf {j} &\mathbf {k} \\u_{1}&u_{2}&u_{3}\\v_{1}&v_{2}&v_{3}\\\end{vmatrix}}}

### 선형 사상의 합성
체 F 위의 두 벡터 공간 V와 W에 대하여 아래조건을 만족하는 함수 f를 선형 사상이라 한다.
{\displaystyle f(t_{1}x_{1}+t_{2}x_{2})=t_{1}f(x_{1})+t_{2}f(x_{2}),\forall x_{1},x_{2}\in V,\forall t_{1},t_{2}\in \mathbb {F} .}
유한 차원 벡터 공간에 대해, bV와 bW를 각각 V와 W의 기저라 하고 vi를 v의 bVi 방향 성분이라 하면 다음과 같이 된다.
{\displaystyle f(\mathbf {v} )=f\left(v_{i}\mathbf {b_{V}} ^{i}\right)=v_{i}f\left(\mathbf {b_{V}} ^{i}\right)={f^{i}}_{j}v_{i}\mathbf {b_{W}} ^{j},}
여기서 식은 아인슈타인 표기법을 따랐다.
그러면 이제 유한 차원 벡터 공간 위의 두 선형 사상에 대하여 함수를 합성할 수 있다. f를 V에서 W로의 선형 사상, g를 W에서 U로의 선형 사상이라 하자. 그러면 V에서 U로 가는 f와 g의 합성 g ∘ f는 다음과 같이 구할 수 있다.
{\displaystyle g\circ f(\mathbf {v} )=g\left({f^{i}}_{j}v_{i}\mathbf {b_{W}} ^{j}\right)={g^{j}}_{k}{f^{i}}_{j}v_{i}\mathbf {b_{U}} ^{k}.}
또는 행렬 F와 G에 대해 Fij=fji, Gij=gji라 하면 함수의 합성은 다음과 같다.
{\displaystyle g\circ f(\mathbf {v} )=\mathbf {G} \mathbf {F} \mathbf {v} ,}
둘 이상의 선형 사상의 합성은 행렬 곱셈을 이용해 비슷한 방식으로 나타낼 수 있다.

### 두 행렬의 곱
두 행렬
{\displaystyle A=(a_{i,j})_{i=1\ldots s;j=1\ldots r}\in \mathbb {R} ^{s\times r}}
{\displaystyle B=(b_{j,k})_{j=1\ldots r;k=1\ldots t}\in \mathbb {R} ^{r\times t}}
에 대해 두 행렬의 행렬곱은 아래와 같다.
{\displaystyle B\cdot A=\left(\sum _{j=1}^{r}a_{i,j}\cdot b_{j,k}\right)_{i=1\ldots s;k=1\ldots t}\;\in \mathbb {R} ^{s\times t}}

### 벡터 공간의 텐서곱
두 유한 차원 벡터 공간 V와 W에 대해, 두 벡터 공간의 텐서곱은 다음을 만족하는 (2, 0)-텐서로 정의할 수 있다.
{\displaystyle V\otimes W(v,m)=V(v)W(w),\forall v\in V^{*},\forall w\in W^{*},}
여기서 V*와 W*는 각각 V와 W의 쌍대 공간이다.

### 선형대수학에서의 기타 곱
- 아다마르 곱
- 크로네커 곱
- 텐서의 곱:
  - 쐐기곱
  - 내부곱
  - 외적
  - 텐서곱

## 데카르트 곱
집합론에서, 데카르트 곱은 여러 집합으로부터 새로운 집합을 만드는 연산이다. 즉, 집합 A와 B에 대해 데카르트 곱 A × B는 a ∈ A이고 b ∈ B인 모든 순서쌍 (a, b)들로 이루어진 집합이다.

## 기타 대수 구조에서의 곱
- 집합의 데카르트 곱
- 군의 직접곱, 반직접곱, 화환곱
- 군의 자유곱
- 환의 곱
- 아이디얼의 곱
- 곱위상
- 대수적 위상수학의 교곱, 합곱, 매시 곱
- 호모토피의 분쇄곱, 쐐기곱

## 범주론에서의 곱
이전까지의 곱들은 보다 일반화한 개념인 범주론에서의 곱의 특수한 경우에 해당한다. 한편 범주론에는 다른 종류의 곱들도 존재한다.
- 당김
- 초곱

## 같이 보기
- 곱셈
- 무한곱
- 논리곱